# Morus cathayana
Espèce
Morus cathayana est une espèce de plantes dicotylédones de la famille des Moraceae, originaire d'Extrême-Orient. Ce sont des arbres monoïques, de taille moyenne, à feuilles caduques.

## Description
Morus cathayana est un petit arbre ou arbuste à l'écorce lisse, blanc grisâtre, et à feuilles caduques. Les rameaux sont pubescents à l'état jeune, glabrescents, nettement lenticellés.
Les feuilles sont munies de stipules lancéolées et portée par un pétiole de 2 à 5 cm de long. Le limbe foliaire, épais,  de consistance papyracée,  mesure de 8 à 20 cm de long sur 6 à 13 cm de large. Sa forme est ovale à plus ou moins orbiculaire, parfois lobée, cordée à tronquée et plus ou moins oblique à la base, et aiguë à peu acuminée à l'apex. Les bords du limbe sont serrés plus ou moins profondément.
Les inflorescences sont des chatons unisexués, mâles ou femelles (espèce monoïque). Les chatons mâles ont de  3 à 5 cm de long, les chatons femelles de 1 à 3 cm de long.
Les fleurs mâles présentent un calice vert jaunâtre aux lobes étroitement ovales, pubescents sur leur face adaxiale, et 4 étamines.
Les fleurs femelles ont un calice aux lobes obovales, pubescents, des styles courts, des stigmates bipartites.

Le fruit est un syncarpe cylindrique, de 2 à 3 cm de long, de couleur blanche, rouge ou violet foncé à maturité.
La floraison se produit en avril-mai, et la fructification en mai-juin.

## Taxinomie

### Synonymes
Selon The Plant List (28 juin 2019) :
- Morus cathayana var. cathayana
- Morus rubra var. japonica Makino
- Morus tiliifolia Makino

### Liste des variétés
Selon Tropicos (28 juin 2019) (Attention liste brute contenant possiblement des synonymes) :
- Morus cathayana var. cathayana
- Morus cathayana var. gongshanensis (Z.Y. Cao) Z.Y. Cao
- Morus cathayana var. japonica (Makino) Koidz.